# Egytollú molyformák
Az egytollú molyformák (Agdistinae) a valódi lepkék (Glossata) alrendjébe tartozó Heteroneura alrendágba sorolt tollasmolyfélék (Pterophoridae) családjának egyik alcsaládja. Az alcsaládba egyetlen nem tartozik:
- egytollú moly (Agdistis)

## Elterjedésük, élőhelyük
Európából 28 faja ismert, és ezek közül négy Magyarországon is él:
- közönséges egytollú moly (Agdistis adactyla Hb., 1819) — Magyarországon közönséges (Fazekas, 2001, Buschmann, 2003, Pastorális, 2011, Pastorális & Szeőke, 2011);
- Heyden egytollú molya (Agdistis heydeni Zeller, 1852) — Magyarországon szórványos (Pastorális, 2011);
- pusztai egytollú moly (Agdistis intermedia, Agdistis hungarica Caradja, 1920) — Magyarországon többfelé előfordul (Buschmann, 2003, Pastorális, 2011);
- tamariska – egytollú moly (Agdistis tamaricis Zeller, 1852) — Magyarországon szórványos (Pastorális, 2011);